# Veronika Velez-Zuzulová
Veronika Velez-Zuzulová (* 15. Juli 1984 als Veronika Zuzulová in Bratislava) ist eine ehemalige slowakische Skirennläuferin und vierfache Olympionikin (2002, 2006, 2010, 2018). Sie war auf die Disziplin Slalom spezialisiert und gewann fünf Weltcuprennen.

## Biografie

### Juniorenzeit und erste Jahre im Weltcup
1997 gewann Zuzulová den Slalom des Whistler Cups und 1999 die Riesenslaloms des Whistler Cups und des Trofeo Topolino. Ab der Saison 2000/01 fuhr sie Rennen im Europacup. Sie belegte in der Slalom-Disziplinenwertung im Jahr 2002 den zweiten und 2004 den ersten Platz. Ihr erstes Rennen im Alpinen Skiweltcup war am 28. Oktober 2000 der Riesenslalom von Sölden. Im November 2000 bestritt Zuzulová ihren ersten Slalom und holte dabei auch ihre ersten Weltcuppunkte. Ihren ersten großen Erfolg verbuchte sie 2002, als sie im italienischen Sella Nevea vor Maria Riesch Junioren-Weltmeisterin im Slalom wurde. In den folgenden Jahren blieb der Slalom ihre Spezialdisziplin und sie startete im Weltcup nur mehr gelegentlich im Riesenslalom.
Zuzulová konnte sich im Slalom von Åre 2002 erstmals im Weltcup in den Top Ten platzieren. Am 8. Februar 2004 gelang ihr mit dem dritten Platz im Slalom von Zwiesel der erste Podestplatz und in der Saison 2004/05 erreichte sie mit drei Top-Ten-Ergebnissen zum ersten Mal eine Platzierung unter den besten Zehn im Slalomweltcup. In der Saison 2005/06 blieb jedoch ein 16. Platz im Slalom von Špindlerův Mlýn ihr bestes Resultat. In der Saison 2006/07 erreichte sie drei dritte Plätze in Kranjska Gora, in der Sierra Nevada und in Lenzerheide sowie weitere vier Top-Ten-Plätze, womit sie Fünfte im Slalomweltcup wurde. Seit jenem Winter ging sie im Weltcup auch wieder regelmäßig im Riesenslalom an den Start, kam aber nicht an ihre Slalomergebnisse heran. Auch an einigen Super-Kombinationen nahm sie 2006 und 2007 teil.

### Etablierung an der Weltspitze
Bei den Alpinen Skiweltmeisterschaften 2007 in Åre wurde Zuzulová Neunte in der Super-Kombination, 13. im Slalom und 21. im Riesenslalom. Die Saison 2007/08 war ebenfalls erfolgreich. Im Slalom fuhr sie in jedem Rennen unter die Top Ten und erreichte drei zweite sowie einen dritten Platz. Am Ende der Saison belegte Zuzulová Rang drei in der Slalom-Disziplinenwertung. In den folgenden beiden Jahren konnte sie nicht an diese Erfolge anknüpfen. Im Winter 2008/09 fuhr sie nur noch zweimal unter die besten Zehn und in der Saison 2009/10 konnte sie überhaupt nur zweimal, als jeweils 15. in den Slaloms von Zagreb und Maribor, punkten. Am Beginn jenes Winters gewann sie allerdings die einzige ausgetragene Hallen-Europameisterschaft. Bei den Olympischen Winterspielen 2010 in Vancouver belegte Zuzulová Platz zehn im Slalom.
In der Saison 2010/11 konnte sich Zuzulová im Weltcup wieder deutlich steigern. Sie fuhr in sieben Slaloms unter die schnellsten Zehn, erreichte zwei Podestplätze und wurde Fünfte im Slalomweltcup. Bei den Weltmeisterschaften 2011 in Garmisch-Partenkirchen wurde sie Zehnte im Slalom und 15. im Riesenslalom. Ebenso gut wie das Vorjahr verlief die Weltcupsaison 2011/12. Zuzulová fuhr dreimal auf das Podest und verfehlte im Slalom von Åre ihren ersten Weltcupsieg nur um eine Hundertstelsekunde. Im Slalomweltcup verbesserte sie sich um eine Position auf Rang vier. Außerdem entschied sie mit drei Siegen die Slalomwertung des Europacups für sich.
Im April 2012 heiratete sie in Bratislava ihren französischen Konditionstrainer Romain Velez, ab der Saison 2012/13 ging sie unter dem Namen Velez-Zuzulová an den Start. Nach insgesamt 13 Podestplätzen (sechsmal Zweite und siebenmal Dritte) gelang ihr am 29. Dezember 2012 beim Slalom von Semmering der erste Weltcupsieg; es war der erste Sieg im Alpinen Skiweltcup für die Slowakei überhaupt. Drei Tage später gewann sie auch den City Event in München gegen Tina Maze.

### Verletzungen, Comebacks und Rücktritt
Anfang Oktober 2013 zog sich Velez-Zuzulová einen Kreuzbandriss zu, so dass sie die gesamte Saison 2013/14 pausieren musste. Ein Jahr später gab sie ihr Comeback und konnte sich sogleich wieder an der Weltspitze behaupten. Bei den Weltmeisterschaften 2015 in Vail/Beaver Creek verpasste sie als Vierte des Slaloms knapp eine Medaille. Anschließend klassierte sie sich in Weltcuprennen zweimal als Zweite und einmal als Dritte.
Am 12. Januar 2016 gelang ihr in Flachau der zweite Weltcupsieg in einem Slalom. Drei Tage später gewann sie auch den zweiten in Flachau ausgetragenen Slalom. Ihren vierten Sieg in einem Weltcup-Slalom erreichte sie in der folgenden Saison am 3. Januar 2017 in Zagreb. Bei den Weltmeisterschaften 2017 in St. Moritz gewann sie beim Team-Event Silber. Es war dies ihre erste Medaille überhaupt bei Weltmeisterschaften. In ihrer Spezialdisziplin, dem Slalom, war sie als Mitfavoritin gestartet. Nach dem ersten Lauf auf dem aussichtsreichen dritten Platz liegend, schied sie im zweiten Lauf nach einem Einfädler aus.
Bei der Vorbereitung auf die Saison 2017/18 zog sich Velez-Zuzulová beim Schneetraining im argentinischen Ushuaia einen Kreuzbandriss im rechten Knie zu. Sie versäumte damit den größten Teil der Saison und ging zunächst davon aus, wie schon 2014 die Olympischen Spiele zu verpassen. Im Januar 2018 gelang ihr nur vier Monate nach ihrer Kreuzband-OP mit dem zwölften Rang im Slalom in Lenzerheide ein erfolgreiches Comeback, sodass sie nun doch beim Olympiaslalom in Pyeongchang an den Start gehen konnte. Dort belegte sie schließlich den 17. Platz. Bereits zuvor hatte sie angekündigt, dass sie anschließend ihre Karriere beenden wird. Am 10. März bestritt sie im Slalom von Ofterschwang in slowakischer Landestracht ihr letztes Weltcuprennen.

## Erfolge

### Olympische Spiele
- Salt Lake City 2002: 32. Riesenslalom
- Turin 2006: 15. Kombination, 22. Slalom
- Vancouver 2010: 10. Slalom
- Pyeongchang 2018: 9. Mannschaftswettbewerb, 17. Slalom

### Weltmeisterschaften
- St. Anton 2001: 34. Riesenslalom
- Åre 2007: 9. Superkombination, 13. Slalom, 21. Riesenslalom
- Garmisch-Partenkirchen 2011: 10. Slalom, 15. Riesenslalom
- Schladming 2013: 7. Slalom
- Vail/Beaver Creek 2015: 4. Slalom
- St. Moritz 2017: 2. Teamwettbewerb

### Weltcupsiege
- 30 Podestplätze, davon 5 Siege:

| Datum             | Ort       | Land        | Disziplin  |
| ----------------- | --------- | ----------- | ---------- |
| 29. Dezember 2012 | Semmering | Österreich  | Slalom     |
| 1. Januar 2013    | München   | Deutschland | City Event |
| 12. Januar 2016   | Flachau   | Österreich  | Slalom     |
| 15. Januar 2016   | Flachau   | Österreich  | Slalom     |
| 3. Januar 2017    | Zagreb    | Kroatien    | Slalom     |

### Weltcupwertungen
| Saison  | Gesamt                                       | Gesamt                                       | Riesenslalom                                 | Riesenslalom                                 | Slalom                                       | Slalom                                       | Kombination                                  | Kombination                                  |
| Saison  | Platz                                        | Punkte                                       | Platz                                        | Punkte                                       | Platz                                        | Punkte                                       | Platz                                        | Punkte                                       |
| ------- | -------------------------------------------- | -------------------------------------------- | -------------------------------------------- | -------------------------------------------- | -------------------------------------------- | -------------------------------------------- | -------------------------------------------- | -------------------------------------------- |
| 2001/02 | 68.                                          | 89                                           | –                                            | –                                            | 23.                                          | 89                                           | –                                            | –                                            |
| 2002/03 | Teilnahme an Weltcuprennen ohne Punktgewinn. | Teilnahme an Weltcuprennen ohne Punktgewinn. | Teilnahme an Weltcuprennen ohne Punktgewinn. | Teilnahme an Weltcuprennen ohne Punktgewinn. | Teilnahme an Weltcuprennen ohne Punktgewinn. | Teilnahme an Weltcuprennen ohne Punktgewinn. | Teilnahme an Weltcuprennen ohne Punktgewinn. | Teilnahme an Weltcuprennen ohne Punktgewinn. |
| 2003/04 | 42.                                          | 192                                          | –                                            | –                                            | 15.                                          | 192                                          | –                                            | –                                            |
| 2004/05 | 37.                                          | 185                                          | –                                            | –                                            | 9.                                           | 185                                          | –                                            | –                                            |
| 2005/06 | 77.                                          | 47                                           | –                                            | –                                            | 28.                                          | 45                                           | 44.                                          | 2                                            |
| 2006/07 | 19.                                          | 383                                          | 32.                                          | 28                                           | 5.                                           | 344                                          | 37.                                          | 11                                           |
| 2007/08 | 15.                                          | 511                                          | 41.                                          | 10                                           | 3.                                           | 501                                          | –                                            | –                                            |
| 2008/09 | 65.                                          | 88                                           | –                                            | –                                            | 22.                                          | 88                                           | –                                            | –                                            |
| 2009/10 | 94.                                          | 32                                           | –                                            | –                                            | 36.                                          | 32                                           | –                                            | –                                            |
| 2010/11 | 19.                                          | 370                                          | 42.                                          | 8                                            | 5.                                           | 362                                          | –                                            | –                                            |
| 2011/12 | 17.                                          | 390                                          | 42.                                          | 13                                           | 4.                                           | 377                                          | –                                            | –                                            |
| 2012/13 | 12.                                          | 500                                          | –                                            | –                                            | 3.                                           | 500                                          | –                                            | –                                            |
| 2014/15 | 24.                                          | 303                                          | –                                            | –                                            | 6.                                           | 303                                          | –                                            | –                                            |
| 2015/16 | 13.                                          | 626                                          | –                                            | –                                            | 2.                                           | 626                                          | –                                            | –                                            |
| 2016/17 | 11.                                          | 565                                          | –                                            | –                                            | 2.                                           | 565                                          | –                                            | –                                            |
| 2017/18 | 102.                                         | 22                                           | –                                            | –                                            | 42.                                          | 22                                           | –                                            | –                                            |

### Europacup
- Saison 2001/02: 2. Slalomwertung
- Saison 2003/04: 1. Slalomwertung
- Saison 2005/06: 5. Kombinationswertung, 6. Slalomwertung
- Saison 2006/07: 7. Gesamtwertung, 1. Slalomwertung
- Saison 2009/10: 5. Slalomwertung
- Saison 2011/12: 7. Gesamtwertung, 1. Slalomwertung
- Saison 2012/13: 3. Slalomwertung
- Saison 2014/15: 6. Slalomwertung
- 19 Podestplätze, davon 13 Siege:

| Datum             | Ort                   | Land        | Disziplin |
| ----------------- | --------------------- | ----------- | --------- |
| 12. März 2002     | Le Grand-Bornand      | Frankreich  | Slalom    |
| 21. Dezember 2003 | Passo Tonale          | Italien     | Slalom    |
| 23. Februar 2004  | Krompachy             | Slowakei    | Slalom    |
| 18. Dezember 2005 | St. Sebastian         | Österreich  | Slalom    |
| 19. Dezember 2006 | Schruns               | Österreich  | Slalom    |
| 3. Februar 2007   | Bischofswiesen        | Deutschland | Slalom    |
| 14. März 2007     | Madesimo/Campodolcino | Italien     | Slalom    |
| 22. Januar 2010   | Melchsee-Frutt        | Schweiz     | Slalom    |
| 12. Februar 2010  | Lenggries             | Deutschland | Slalom    |
| 13. März 2010     | Kranjska Gora         | Slowenien   | Slalom    |
| 6. Dezember 2011  | Zinal                 | Schweiz     | Slalom    |
| 26. Januar 2012   | Melchsee-Frutt        | Schweiz     | Slalom    |
| 2. Februar 2012   | Innichen              | Italien     | Slalom    |

### Nor-Am Cup
- Saison 2001/02: 4. Slalomwertung
- Saison 2006/07: 6. Slalomwertung
- 6 Podestplätze, davon 2 Siege

### Juniorenweltmeisterschaften
- Québec 2000: 22. Slalom, 43. Riesenslalom
- Verbier 2001: 15. Riesenslalom
- Sella Nevea 2002: 1. Slalom

### Weitere Erfolge
- Europameisterin Indoor-Slalom 2009
- 10 slowakische Meistertitel (Slalom 2004–2007, 2010, 2013, 2016–17; Riesenslalom 2007 und 2010)
- 4 Siege im Australia New Zealand Cup
- 1 Sieg im South American Cup
- 22 Siege in FIS-Rennen